# روب دين
روب دين (بالإنجليزية: Rob Dean)‏ هو موسيقي وعازف قيثارة بريطاني، ولد في 23 أبريل 1955 في حي هكني في لندن في المملكة المتحدة.

## وصلات خارجية
- روب دين على موقع ميوزك برينز (الإنجليزية)
- روب دين على موقع ديسكوغز (الإنجليزية)